# نهائي كأس الاتحاد الإنجليزي 1958
نهائي كأس الاتحاد الإنجليزي 1958 (بالإنجليزية: FA Cup final 1958) هي مباراة كرة قدم الختامية لتحديد الفائز في بطولة كأس الاتحاد الإنجليزي 1957–58 في البطولة  السابعة والسبعين من مسابقة الكأس الإنجليزية في بطولة الأقدم في تاريخ في كرة القدم وينظمها الاتحاد الإنجليزي لكرة القدم، أقيمت مباراة نهائي كأس الاتحاد الإنجليزي لهذا الموسم في 3 مايو 1958 بين نادي بولتون واندررز ونادي مانشستر يونايتد على ملعب ويمبلي بلندن، أمام حشد من حوالي 100,000 متفرج. وكان الحكم هو ج. شيرلوك. فاز بولتون بنتيجة 2-0، بهدفين من نات لوفثاوس، الذي سجل الهدفين في الدقيقتين الثالثة والخامسة والخمسين.
كان يونايتد الذي خسر نهائي كأس الاتحاد الإنجليزي 1957 أمام نادي أستون فيلا، قد تعرض لكارثة ميونيخ الجوية قبل ثلاثة أشهر، ولم يشارك سوى بأربعة ناجين من الحادث، إلى جانب العديد من الوافدين الجدد. شارك لاعبان فقط في تشكيلة يونايتد من نهائي العام السابق؛ ستة منهم كانوا من بين القتلى (إلى جانب اثنين آخرين لم يلعبوا)، وأصيب اثنان لدرجة أنهما لم يلعبا مرة أخرى، بينما لم يتعاف آخر تمامًا من إصاباته.
كان هدف بولتون الثاني مصدر جدل كبير لأنه نتج عن تعرض حارس مرمى مانشستر يونايتد هاري جريج للدفع فوق خط المرمى من قبل لوفثاوس. كان حراس المرمى، في ذلك الوقت، أقل حماية من الاحتكاك الجسدي مع الخصوم. وكان الجدل الناتج عن ذلك أحد الحوادث البارزة التي أدت في النهاية إلى الوضع السائد اليوم حيث يُمنع الاحتكاك بحارس مرمى الفريق المنافس.
لم يكلف أيٌّ من لاعبي بولتون الأحد عشر، في الفريق الفائز بالكأس، النادي أي مبلغ انتقال. كان خمسة منهم لاعبين دوليين. ولم يبقَ من فريق بولتون الذي خسر أمام بلاكبول في نهائي ماثيوز قبل خمس سنوات سوى نات لوفثاوس ودوغ هولدن.

## عن الفريقين
| الفريق          | التتويج | المشاركات السابقة في النهائيات (الخط الغليظ للأرقام يشير لسنة التتويج باللقب) |
| --------------- | ------- | ----------------------------------------------------------------------------- |
| بولتون واندررز  | 3       | 6 (1894، 1904، 1923، 1926، 1929، 1953)                                        |
| مانشستر يونايتد | 2       | 3 (1909، 1948، 1957)                                                          |

## المباراة

### تفاصيل المباراة
| بولتون واندررز      | 2–0      | مانشستر يونايتد |
| ------------------- | -------- | --------------- |
| نات لافتهوس 3'، 50' | (Report) |                 |

| بولتون واندررز | مانشستر يونايتد |

|            |    | تشكيلة الفريق:          |
| GK         | 1  | إدي هوبكينسون           |
| RB         | 2  | روي هارتل               |
| LB         | 3  | طومي بانكس              |
| RH         | 4  | ديريك هينين             |
| CH         | 5  | يوحنا هيغينز            |
| LH         | 6  | بريان إدواردز           |
| OR         | 7  | برايان بيرش             |
| IR         | 8  | دنيس ستيفنز             |
| CF         | 9  | نات لافتهوس (c)         |
| IL         | 10 | راي باري (لاعب كرة قدم) |
| OL         | 11 | دوغ هولدن               |
| المدرب:    |    |                         |
| بيل ريدينغ |    |                         |

|            |    | تشكيلة الفريق: |
| GK         | 1  | هاري غريغ      |
| RB         | 2  | بيل فولكيس (c) |
| LB         | 3  | يان غريفز      |
| RH         | 4  | فريدي غودوين   |
| CH         | 5  | روني كوب       |
| LH         | 6  | ستان كروذر     |
| OR         | 7  | أليكس داوسون   |
| IR         | 8  | إيرني تايلور   |
| CF         | 9  | بوبي تشارلتون  |
| IL         | 10 | دينيس فويلت    |
| OL         | 11 | كولن ويبستر    |
| المدرب:    |    |                |
| جيمي ميرفي |    |                |